# Belz
Belz (ukrajinsky Белз) je malé město ve Lvovské oblasti na Ukrajině. Leží na západním kraji státu v sousedství hranice s Polskem. V roce 2005 žilo v Belzu jen zhruba 2,5 tisíce obyvatel a jednalo se tedy o jedno z nejmenších ukrajinských měst.
Od roku 1774 do roku 1918 patřilo město do rakouské Haliče. Po první světové válce se stalo součástí Druhé Polské republiky. Pak bylo od září 1939 do roku 1941 okupováno Sovětským svazem a od roku 1941 do roku 1944 Německem. Po válce bylo opět součástí Polska, ale v rámci polsko-sovětské výměny území v roce 1951, kterou získal Sovětský svaz zdejší bohaté zásoby uhlí, se stalo jeho součástí a bylo začleněno do Ukrajinské sovětské socialistické republiky a následně se v roce 1991 stalo součástí Ukrajiny.
Ve městě bývali před druhou světovou válkou významně zastoupeni Židé, například na začátku první světové války bylo z 6100 obyvatel 3600 Židů. Zdejší chasidská dynastie Belz nezanikla v rámci holokaustu, ale pokračuje v Izraeli.